# Ernst Friedrich Tode
Ernst Friedrich Tode (* 27. Mai 1859 in Pargola, Wyborger Rajon, bei Sankt Petersburg; † 7. Dezember 1932 in München) war ein deutschbaltischer Maler der Münchner und Düsseldorfer Schule, Glasmaler, Heraldiker und Schriftsteller.

## Leben
Ernst Friedrich Tode war ein Sohn des Kaufmanns Rudolf Tode. Er besuchte zunächst die Vorschule des Polytechnikums in Riga. Er studierte dort von 1878 bis 1882 Architektur und wurde Mitglied des Corps Rubonia. Anschließend zog er nach München. Von 1882 bis 1885 studierte er Malerei an der Akademie der Bildenden Künste, unter anderem bei Otto Seitz. Von 1885 bis 1887 wirkte er anschließend als Porträtmaler in Charkiw, Gouvernement Charkow.
Dann ging Tode nach Düsseldorf. An der Kunstakademie Düsseldorf studierte er 1887/1888 bei dem Historienmaler Eduard Gebhardt, Bildnis- und Genremalerei bei Wilhelm Sohn und 1890 bei dem Landschaftsmaler Eugen Dücker. Im Eiskellerberg, dem Gebäude gegenüber dem Hauptgebäude der Kunstakademie, hatte Tode zeitgleich mit den Malern August Schlüter und Wilhelm Süs ein Atelier.
Nach der Heimkehr nach Riga war er von 1891 bis 1894 Lehrer an der dortigen Kunstgewerbeschule. Von 1894 bis 1909 war er Inhaber einer Glasmalereianstalt in Riga. Von 1909 bis 1914 lebte er in Regensburg und arbeitete als Heraldiker. Danach zog er nach München, wo er als Schriftsteller und Kunstmaler wirkte und unverheiratet starb.

## Glasfenster

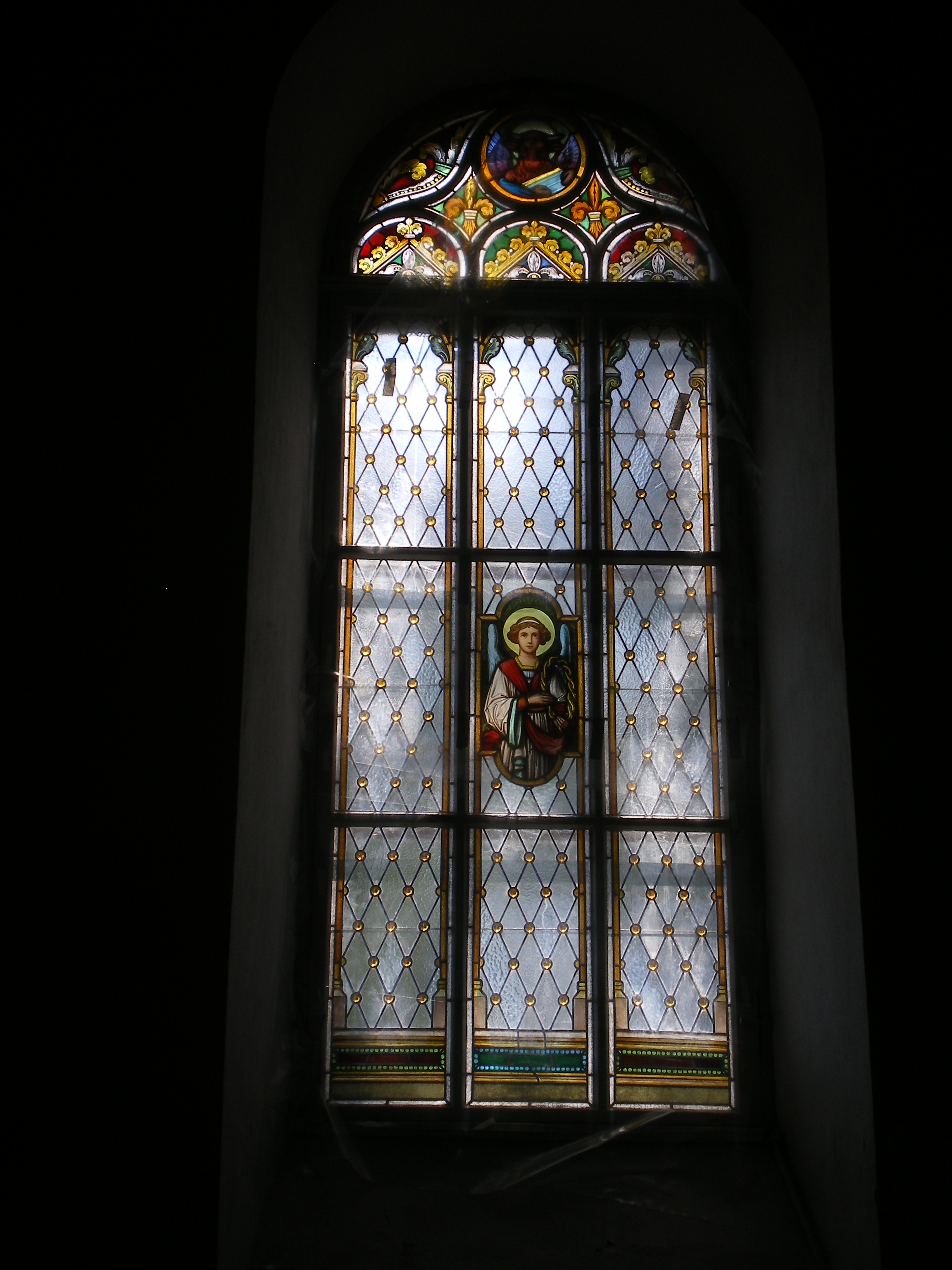
Kirchenfenster in der Kirche von Weißenstein (1901)

- Jugendstil-Fenster in der Kunstakademie Lettlands in Riga[4]
- Fenster der Sakristei der Petrikirche in Riga
- Altarfenster der katholischen Katharinenkirche in St. Petersburg
- Fenster der reformierten Kirche in St. Petersburg[5]
- Altarfenster in der Kirche der Chavalier-Garde in St. Petersburg
- Apsidenfenster in der Synagoge in Kiew
- Fenster im Chor der St. Johanneskirche in Riga
- große Transeptfenster im Dom zu Riga
- monumentale Arbeiten für Privatbauten in Riga, Moskau und Odessa
- Fenster in der Kirche von Weißenstein, 1901